# 默兹河畔普伊
默兹河畔普伊（法語：Pouilly-sur-Meuse，法語發音：[puji syʁ møz]）是法国默兹省的一个市镇，属于凡尔登区。

## 地理
默兹河畔普伊（49°32'25"N, 5°6'31"E）面积11.83 平方千米，位于法国大東部大區默兹省，该省份为法国西北部内陆省份，北与比利时接壤，西接马恩省和阿登省，南至上马恩省和孚日省，东临默尔特-摩泽尔省。
与默兹河畔普伊接壤的市镇（或旧市镇、城区）包括：莱塔讷、欧特雷维尔-圣朗贝尔、伊诺尔、默兹河畔拉讷维尔、吕济圣马丹、穆宗。

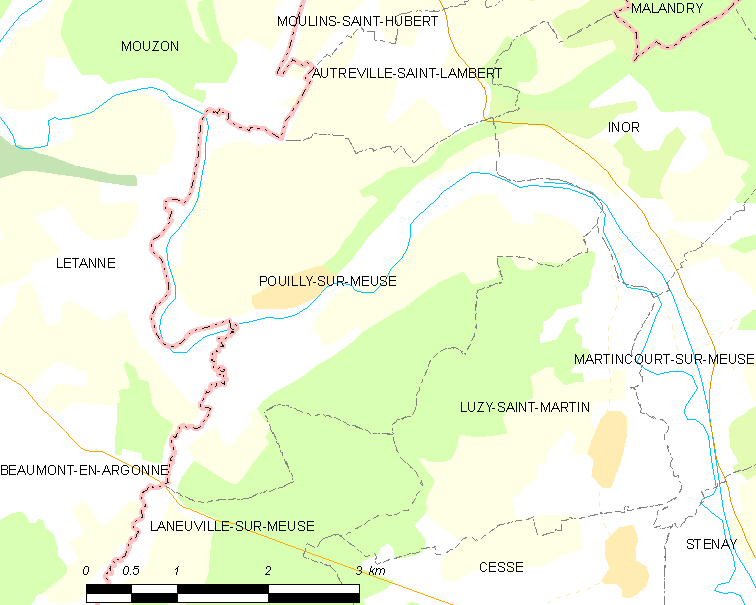
默兹河畔普伊的OSM定位图

默兹河畔普伊的时区为UTC+01:00、UTC+02:00（夏令时）。

## 行政
默兹河畔普伊的邮政编码为55700，INSEE市镇编码为55408。

## 政治
默兹河畔普伊所属的省级选区为斯特奈县。

## 人口

1962-2008年间默兹河畔普伊人口变化图示

默兹河畔普伊于2022年1月1日时的人口数量为172人。